# منقوطای
منقوطای یک روستا در استان آذربایجان شرقی است که در دهستان صائین بخش مرکزی شهرستان سرآب قرار دارد.
به سال ٦٨٣ ه. ق در حوالی گردنه صائین مابین سرآب و اردبیل به امر ارغون‌خان قوریلتای (شورای مغولان) تشکیل گردید. عنوان شده که به محل برگزاری قوریلتای در زبان ترکی مغولی مونقوتای می‌گویند. و با توجه به نزدیکی محل این روستا به محل برگزاری قوریلتای نام این روستا برگرفته از این رویداد می‌باشد. 
پیشه اهالی این روستا اغلب کشاورزی و دامپروری است. محصولات زراعی تولیدی این روستا عبارت از گندم، جو و عدس و تولیدات لبنی شامل پنیر، کشک و کره می‌باشد. آب و هوای معتدل کوهستانی و چشمه‌های آب روان در تابستان محیطی چشم‌نواز را ایجاد می‌نماید.